# Rasines
Rasines – gmina w Hiszpanii, w prowincji Kantabria, w Kantabrii, o powierzchni 42,89 km². W 2011 roku gmina liczyła 1023 mieszkańców.